# Andrej Frolov
Andrej Frolov (russisk: Андрей Владимирович Фролов) (født 19. oktober 1909 i Sankt Petersborg i det Russiske Kejserrige, død 22. maj 1967 i Moskva i Sovjetunionen) var en sovjetisk filminstruktør.

## Filmografi
- Den første handske (Первая перчатка, 1946)[1][2]
- Dobroje utro (Доброе утро, 1955)